# ماگننتیوس
ماگننتیوس (درگذشتهٔ ۳۵۳) با نام کامل فلاویوس ماگنوس ماگننتیوس (به لاتین: Flavius Magnus Magnentius) فرماندهٔ سپاه و غاصب امپراتوری روم از ۳۵۰ تا ۳۵۳ بود.

## زندگی

### شورش و غصب تاج و تخت
ماگننتیوس در ساماروبریوا از پدری بریتانیایی و مادری فرانکی زاده شد. او با یوستینا ازدواج کرد که پس از مرگ ماگننتیوس به همسری والنتینیان، امپراتور روم درآمد. ماگننتیوس فرماندهٔ لژیون‌های یوویانی و هرکولیانی بود و زمانی با دخالت کنستانس، امپراتور روم از خطر قتل به دست سربازانش در طی شورشی نظامی نجات یافت. با این حال او در شب ۱۸ ژانویه ۳۵۰ و طی جشنی در آگوستودونوم خود را امپراتور خواند و علیه کنستانس شورید. کنستانس به هلنا در پیرنه گریخت و در معبدی پناه جست، اما آدم‌کشانی که ماگننتیوس به دنبال او فرستاده بود او را از داخل معبد بیرون کشیده و به قتل رساندند. مرگ کنستانس در اواخر فوریهٔ ۳۵۰ اتفاق افتاد.
ماگننتیوس پس از کشتن کنستانس، به تصرف قلمرو او پرداخت و دیری نپایید که ایتالیا، گل، آفریقا و اسپانیا را تا نیمهٔ دوم فوریهٔ ۳۵۰ دراختیار خود گرفت. او همچنین برخی از نجیب‌زادگانی را که کنستانس به مقام فرمانداری رسانده بود را کشت.

### به قدرت رسیدن وترانیو
خبر مرگ کنستانس در اواخر زمستان ۳۵۰ به برادرش کنستانتیوس دوم که درگیر نبرد با ایرانیان در مرزهای شرقی بود رسید و او تردید داشت که آیا به نبردش ادامه دهد یا برای سرکوب ماگننتیوس راهی شود. در این میان کنستانتینا، خواهر کنستانتیوس که از شورش ماگننتیوس وحشت داشت، فرمانده وترانیو را ترغیب نمود تا مقام سزاری را بپذیرد و او در ۱ مارس ۳۵۰ از سوی سربازانش در ایلیریکوم امپراتور خوانده شد. کنستانتیوس دوم با به رسمیت شناختن وترانیو نیم‌تاجی را برایش فرستاد و به سپاهیانش در منطقهٔ مرزی پانونیا فرمان داد تا او را حمایت نمایند.
اما در همان زمان ماگننتیوس به مذاکره با رقیبانش پرداخت و پیمان‌نامه‌ای بین او و وترانیو امضا شد. او همچنین دخترش را برای همسری به کنستانتیوس دوم پیشنهاد داد و خود نیز خواهان ازدواج با کنستانتینا شد. اما کنستانتیوس مذاکره با ماگننتیوس را نپذیرفت و حتی چند تن از سفرای او را به‌عنوان گروگان پیش خود نگاه داشت. کنستانتیوس دوم در اواخر پاییز ۳۵۰ به ایلیریکوم بازگشت و در ۲۵ دسامبر همان سال وترانیو از قدرت کناره‌گیری کرد.

### شکست ماگننتیوس از کنستانتیوس دوم
ماگننتیوس در زمستان ۳۵۰-۳۵۱، ماگنوس دسنتیوس که احتمالاً برادرش بود را به مقام سزاری خود منصوب و به پاسداری از خطوط مرزی راین و گل گمارد. در مقابل کنستانتیوس نیز گالوس را در ۱۵ مارس ۳۵۱ به سزاری خود رساند تا با فرستادن او به مرزهای شرقی، خودش بتواند به مقابله با ماگننتیوس بپردازد.
ماگننتیوس با کاستن از استحکامات مرزی گل، خود را آمادهٔ نبرد با کنستاتیوس ساخت و از ژرمنها درخواست یاری نمود. او علی‌رغم آنکه می‌توانست قوای امپراتور را در نزدیکی آدرانا در همان زمان به دام بیندازد اما نبرد سرنوشت‌ساز بین امپراتور و غاصب امپراتوری در سپتامبر ۳۵۱ و در نبرد مورسا رقم خورد. ماگننتیوس در این نبرد متحمل شکست سنگینی شد و بسیاری از لشکریان خود را از دست داد. او به شمال ایتالیا گریخت تا نیروهای خود را بازسازی کند. در این بین برخی فعالیت‌های دیپلماتیک نیز رقم خورد که نتیجه‌ای در بر نداشت. چندی بعد نیروهای کنستانتیوس بخشی از قلمرو ماگننتیوس در ایتالیا را به تصرف خود درآوردند. پس این بار ماگننتیوس به گل فرار کرد تا در میان مردمش پنهان گردد. او همچنین به منظور منحرف کردن توجه امپراتور از خود، یکی از خدمتکارانش را به انتاکیه فرستاد تا گالوس را به قتل برساند که ناموفق بود.

### مرگ
کنستانتیوس تا ۳ زوئیه ۳۵۳ در مدیولانوم (میلان امروزی) باقی‌ماند و سپس در اواخر تابستان آن سال به سوی گل روانه شد. او در نزدیکی کوه‌های کوتیان آلپ در منطقهٔ مون سِلوسی بار دیگر ماگننتیوس را شکست داد و غاصب تاج و تخت با اندک نیروهای باقی‌مانده‌اش به لوگدونوم گریخت. اما سربازان که اینک دریافته بودند امیدی به بازگشت دوبارهٔ ماگننتیوس به قدرت نیست تصمیم به تحویل دادن او به کنستانتیوس گرفتند. هنگامی که ماگننتیوس دریافت دیگر راه فراری ندارد تصمیم به قتل مادر و تمامی اعضای خانواده‌اش که همراهش بودند را گرفت و خود نیز در ۱۰ یا ۱۱ اوت ۳۵۳ خودکشی کرد. سزار دسانتیوس نیز که برای کمک به ماگننتیوس حرک کرده بود در ۱۸ اوت همان سال و پس از دریافت خبر مرگ ماگننتیوس خود را حلق‌آویز نمود.